# MediEvil Resurrection
MediEvil Resurrection es un videojuego de aventuras para PlayStation Portable consistente en la renovación del videojuego MediEvil para PlayStation. Fue lanzado el 1 de septiembre de 2005 en Europa y el 13 de septiembre de 2005 en Estados Unidos. 
Los cambios de mayor importancia son algunos elementos añadidos al argumento, una mayor complejidad en los escenarios, más y mejores armas y enemigos, los minijuegos y la impresionante mejora en los gráficos.

## Argumento
Obviamente, el argumento es prácticamente idéntico al del juego original, aunque existen dos modificaciones principales:
- La lucha contra Zarok está enfocada hacía la búsqueda de la Piedra de Anubis, de la que el nigromante obtuvo parte de sus poderes y conocimientos necrománticos. Si Sir Dani consigue reunirla completa, puede ser utilizada para contraatacar, por lo que tiene que resolver misiones para diferentes personajes del juego para recolectar las partes.

- También es nuevo el personaje Al-Zalam, supuestamente, un poderoso genio oriental al que Zarok robó sus poderes en un antiguo enfrentamiento. Buscando venganza, ocupa el cráneo de Sir Dani y le sirve de guía.

## Modo de juego

### Menú principal
Tras las secuencias de video introductorias se muestra un menú consistente en las opciones iniciar un juego nuevo, cargar uno previamente guardado, jugar en modo multijugador, jugar minijuegos y configurar sonido y controles.

### Menú de opciones
Menú al que se puede acceder en cualquier momento del juego y que permite utilizar las opciones del juego continuar, guardar y cargar partida, reiniciar nivel, configurar sonido y controles y salir al menú principal.

### Pantalla de juego
Durante el juego se muestran en las partes laterales de la pantalla una serie de indicadores que ayudan a mantenerse informado sobre el estado en el que se encuentra y qué necesita Sir Dani, y que son, de izquierda a derecha:
- A la derecha se sitúa la barra de vida, con la a su derecha aparecen las de botellas de vida, cada una indicando hasta donde está llena.
- El icono del cáliz y el porcentaje de él que está lleno. Se muestra transparente hasta el momento en que se recoge.
- El icono de un cofre con dinero y la cantidad de mismo que se posee.
- El escudo y el arma que están siendo usados, con sus respectivos indicadores numéricos de potencia o munición.

### Controles
Los controles que se utilizan en el juego son los siguientes:
- El botón select sirve para acceder al inventario y el start al menú de opciones.
- Los botones de dirección sirven para moverse por escenarios y menús.
- El botón equis sirve para efectuar un ataque rápido y el cuadrado uno lento, si se mantienen pulsados durante un momento ejecutan un ataque especial. Bien combinados pueden realizar combos.
- El botón círculo sirve para saltar.
- El botón triángulo para embestir.
- Con el botón L se utiliza el escudo.
- El botón R, pulsado una vez, sitúa la cámara detrás de Sir Dani. Si se mantiene pulsado activa el modo bloquear, que no solo mantiene centrada la cámara detrás de Sir Dani sino que impide que se gire.

### Minijuegos
Los minijuegos son breves misiones lúdicas, la mayoría de las cuales deben ser desbloqueadas durante el juego, que se pueden realizar desde la feria o el menú principal y que reportan dinero o fichas si se superan. Aunque desde el menú principal se puede jugar con otros jugadores, no se reciben premios.

## Recepción
MediEvil Resurrection obtuvo críticas positivas de la crítica especializada.